# Günther Mayr

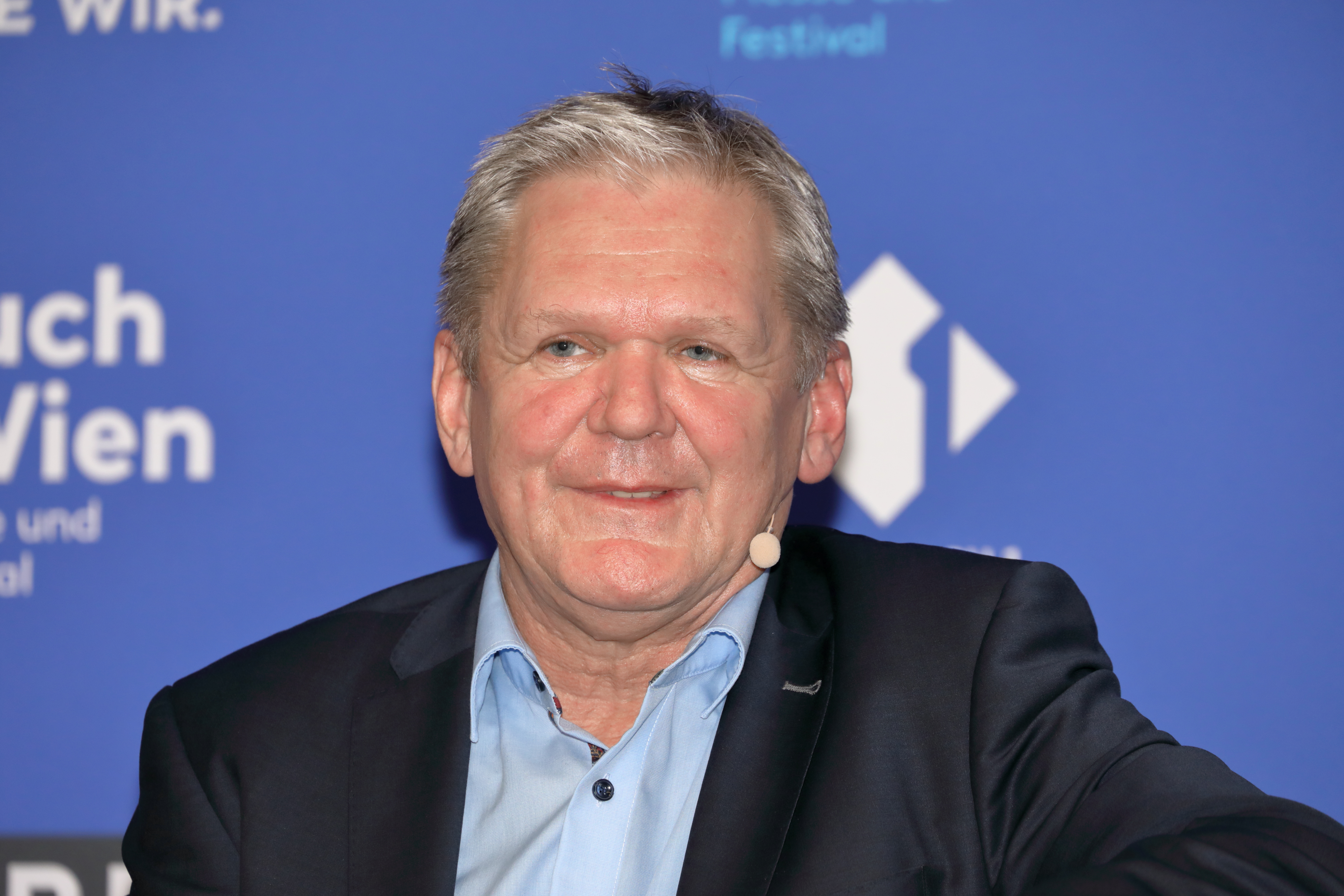
Günther Mayr

Günther Mayr (* 29. Juni 1966 in Bregenz) ist ein österreichischer Journalist und Buchautor.

## Leben
Mayr, der Kommunikationswissenschaft studiert hat, begann seine Laufbahn beim ORF im Jahr 1987 als freier Mitarbeiter beim ORF-Landesstudio Kärnten. Von 1990 bis 1992 arbeitete er dort als Fernseh- und Radio-Redakteur. Daneben wirkte Mayr als Reporter auch beim SWF, NDR und als Innenpolitik-Redakteur beim Wochenmagazin profil. Mitte der 1990er Jahre wurde er Redakteur des ORF-Wissenschaftsmagazin Modern Times und von 1998 bis 2005 stellvertretender Sendungschef. Diese Funktion hatte er in den Jahren 2006 und 2007 bei Newton, dem Nachfolge-Format, inne.
2007 wurde er zum Leiter der Fernseh-Wissenschaftsredaktion des ORF bestellt. In dieser Funktion wurde er einem breiten Publikum vor allem während der COVID-19-Pandemie bekannt. Aufgrund seiner Analysen wurde Mayr auch als der „Corona-Erklärer der Nation“ bezeichnet. Bei der Romy-Verleihung 2021 am 15. Mai erhielt er den Fernsehpreis in der Kategorie „Information.“
Am 28. Mai 2021 startete am Sender ORF 2 sein wöchentliches Wissenschaftsmagazin Mayrs Magazin – Wissen für alle.

## Publikationen
- Knockdown: Menschheit auf dem Prüfstand, gemeinsam mit Hans Bürger, Braumüller, Wien 2021, ISBN 978-3-99100-330-4
- Herr Kuranaga: Ein Samurai zwischen Sushi und Schweinsbraten, Carl Ueberreuter Verlag, Wien 2022, ISBN 978-3-8000-7821-9

## Auszeichnungen
- 2020: Kardinal-Innitzer-Preis – Würdigungspreis für Wissenschaftspublizistik[4][5]
- 2021: Romy in der Kategorie Information
- 2021: Goldenes Ehrenzeichen für Verdienste um die Republik Österreich[6][7]